# Josef Heger
Josef Heger (* 25. Februar 1893 in Kunzendorf; † 20. Jänner 1952 in Wien) war ein österreichischer Schlossermeister, Maschinenmeister und Politiker (SDAP). Er war von 1927 bis 1929 Abgeordneter zum Burgenländischen Landtag.

## Leben
Heger wurde als Sohn des Gastwirts Johann Heger aus Kunzendorf geboren. Er besuchte die Volks-, Bürger- und Berufsschule und war in der Folge als Schlossermeister tätig. In der Folge arbeitete Heger als Maschinenmeister in der Glasfabrik Stockerau. Nach seiner Heirat 1919 in Wien übernahm er 1929 das Gasthaus seines Vaters.
Heger war verheiratet.

## Politik
Heger wurde am 20. Mai 1927 Landtagsabgeordneter im Burgenland, verlor jedoch am 16. Dezember 1929 sein Landtagsmandat, nachdem ihm der Verfassungsgerichtshof am 11. Dezember 1929 auf Grund des Wohnsitzwechsels sein Mandat aberkannt hatte.